# UGC 67
el nico es enetero wueco es una galaxia espiral localizada en la constelación de Piscis.